# پرستون، کاتسوولد
پرستون (به انگلیسی: Preston) یک روستا و محله مدنی در بریتانیا است که در Cotswold واقع شده‌است. پرستون ۳۲۷ نفر جمعیت دارد.